# Планетарій Небеса Коперника

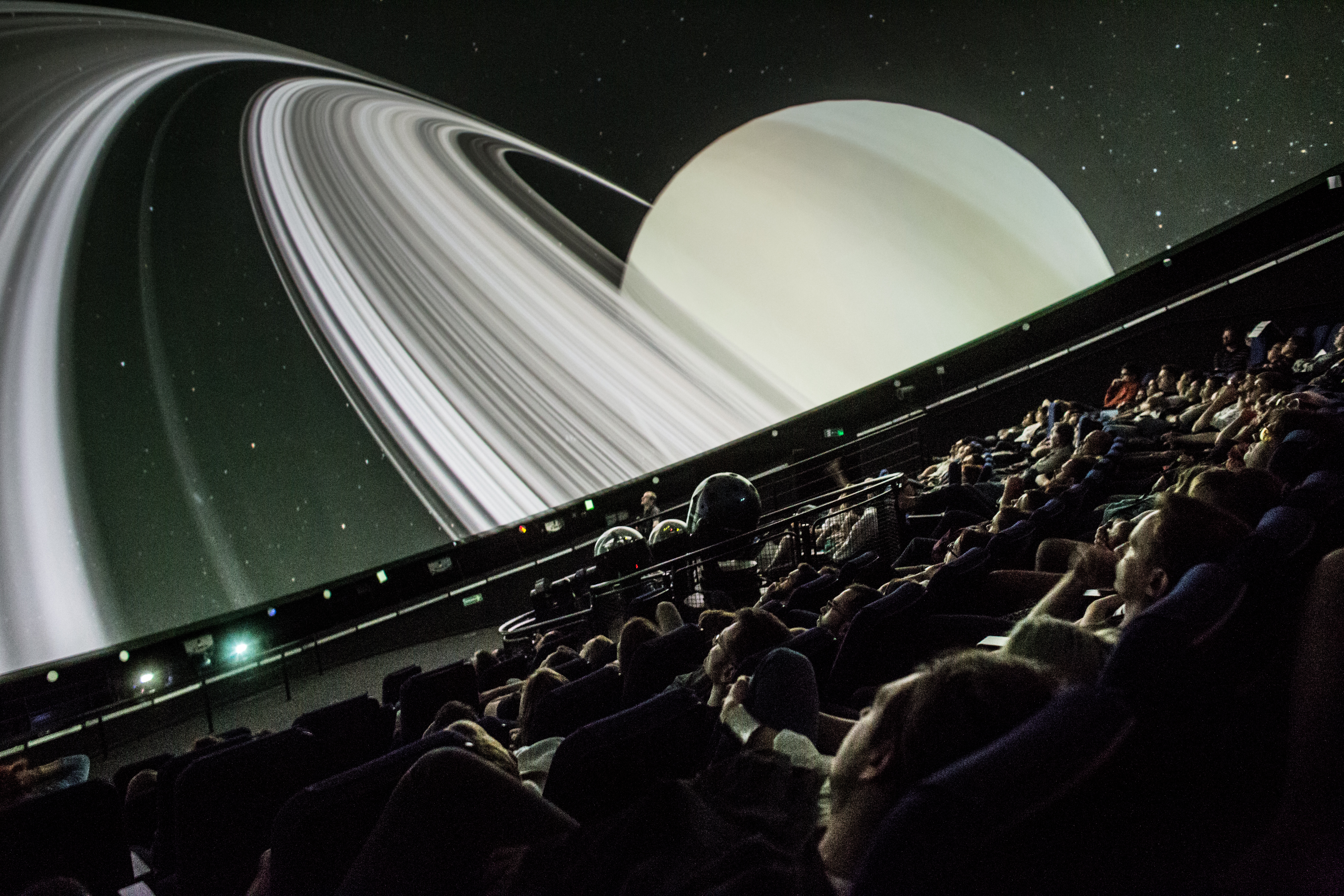
Сатурн. Віртуальний тур планетами в планетарії Наукового центру Коперника у Варшаві - шоу у зв'язку з прольотом зонда New Horizons повз Плутон.

Планетарій Небеса Коперника — планетарій, який є частиною Центру науки Коперника у Варшаві, працює з 19 червня 2011 року. Він оснащений куполом зі сферичним екраном діаметром 16 м, що вміщує 139 глядачів і оснащений 6 цифровими проєкторами, зоряним проєктором і системою приладів для лазерних шоу. Планетарій має власну студію, яка створює повнокупольні фільми, призначені для показу на сферичних екранах.

## Будівля
Планетарій розташований на річці Вісла на північ від Свєнтокшиського мосту і сполучений переходом з будівлею Центру науки "Коперник". Будівлю планетарію, яка своєю формою нагадує великий нерівний валун, спроєктувала архітектурна лабораторія Gilner + Kubec з Руди-Шльонської . Його основу становить сталева конструкція, покрита бурштиновим склом. Перед будівлею розташований "Парк дослідників".
Проекційна кімната розташована всередині будівлі на першому поверсі. Сферичний екран підвішений на ланцюгах і разом з глядачами нахилений приблизно під кутом 17° до горизонталі. Зображення під час проекції виводиться на всю поверхню екрану, а крісла дають можливість спостерігати його практично лежачи.

## Планетарій

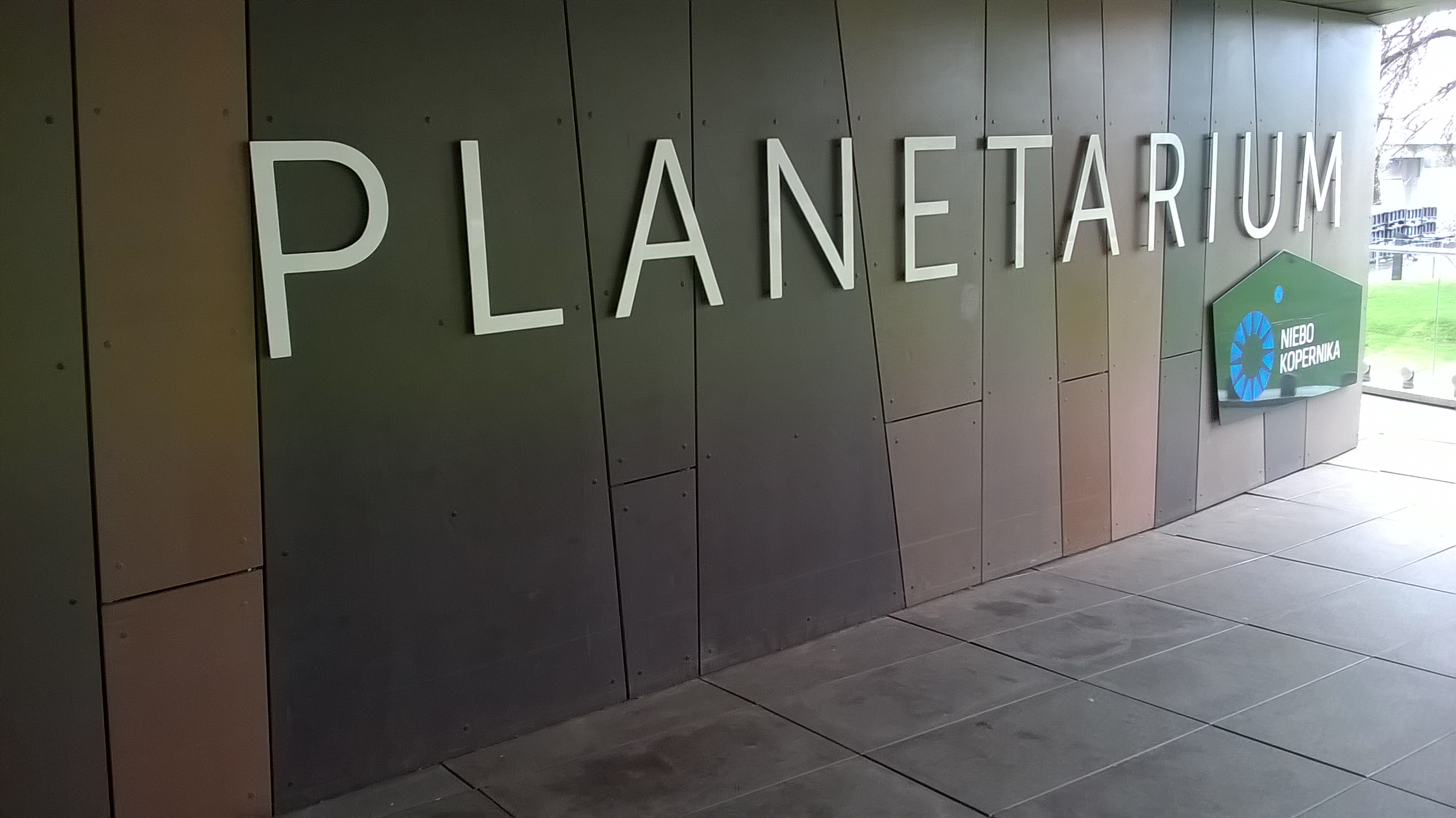
Фасад будівлі планетарію Небо Коперника

У центрі проекційної кімнати планетарію Небо Коперника розташований оптичний зоряний проєктор Megastar IIA на основі світлодіодної технології виробництва японської компанії Ohira Tech. Апарат вагою близько 80 кг може відображати майже 16 мільйонів зір. Зоряний проєктор оточений невеликими цифровими проекторами, що відображають Сонце, Місяць та п’ять планет, видимих з поверхні Землі неозброєним оком. Цифрова проекційна система використовується для доповнення зображення з зоряного проєктора додатковими елементами, такими як лінії, сузір'я, підписи та панорами. Вона також може працювати сам по собі, дозволяючи космічні подорожі та відображення фільмів у 2D та 3D технології.

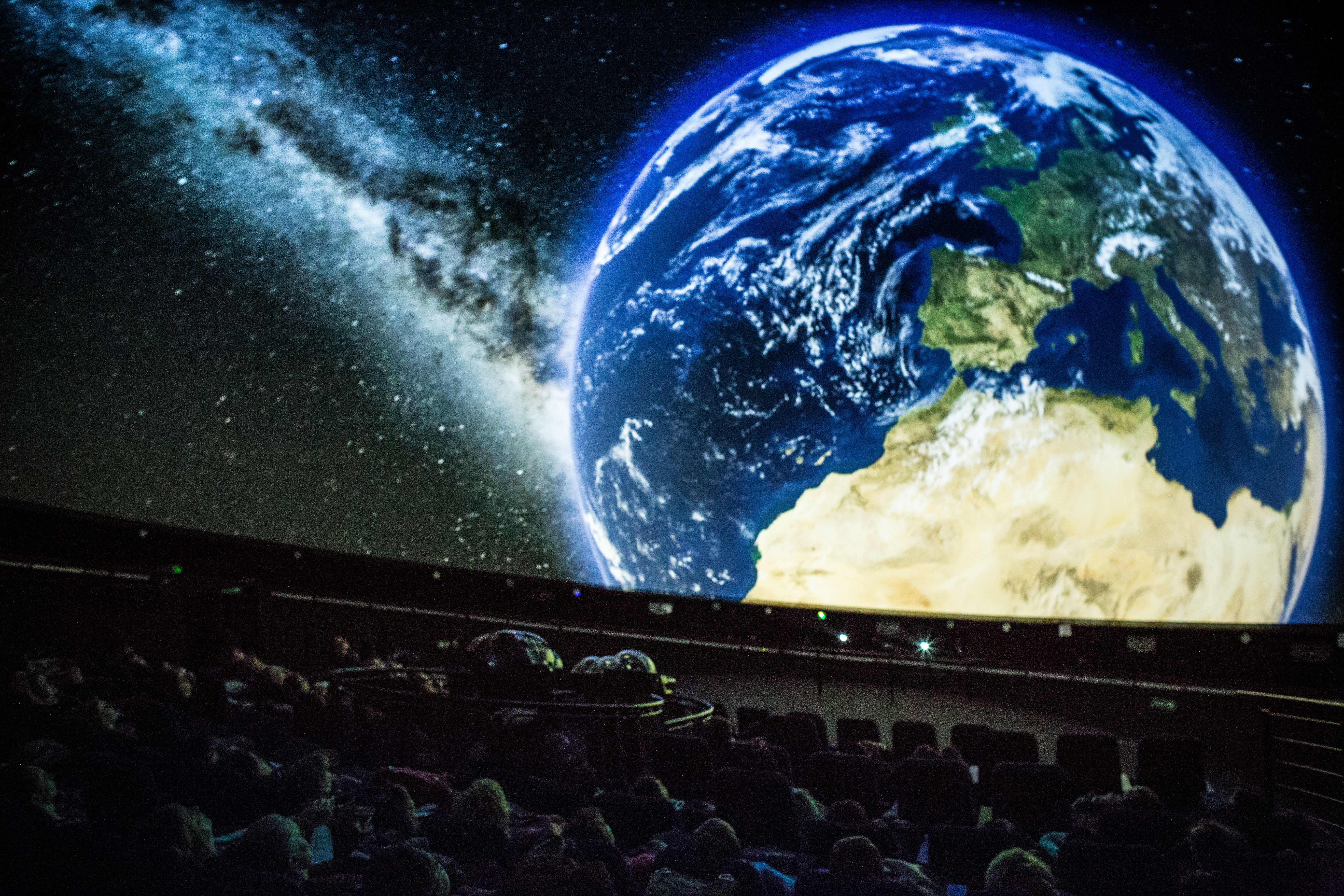
Шоу в Планетарії під час семінарів ESERO для вчителів.

## Репертуар
Планетарій демонструє науково-популярні і музичні шоу, адаптовані для різних вікових категорій, від дошкільного віку до дорослим.
Науково-пупулярні астрономічні шоу найчастіше складаються з живої презентації та фільму.
Планетарій «Небеса Коперника» показує близько 50 шоу на тиждень. Типовий сеанс триває близько години.
У будівлі знаходиться постійна експозиція під назвою «Дивись: Земля», що складається з близько 20 експонатів. Вхід на експозицію вільний.

## Галерея

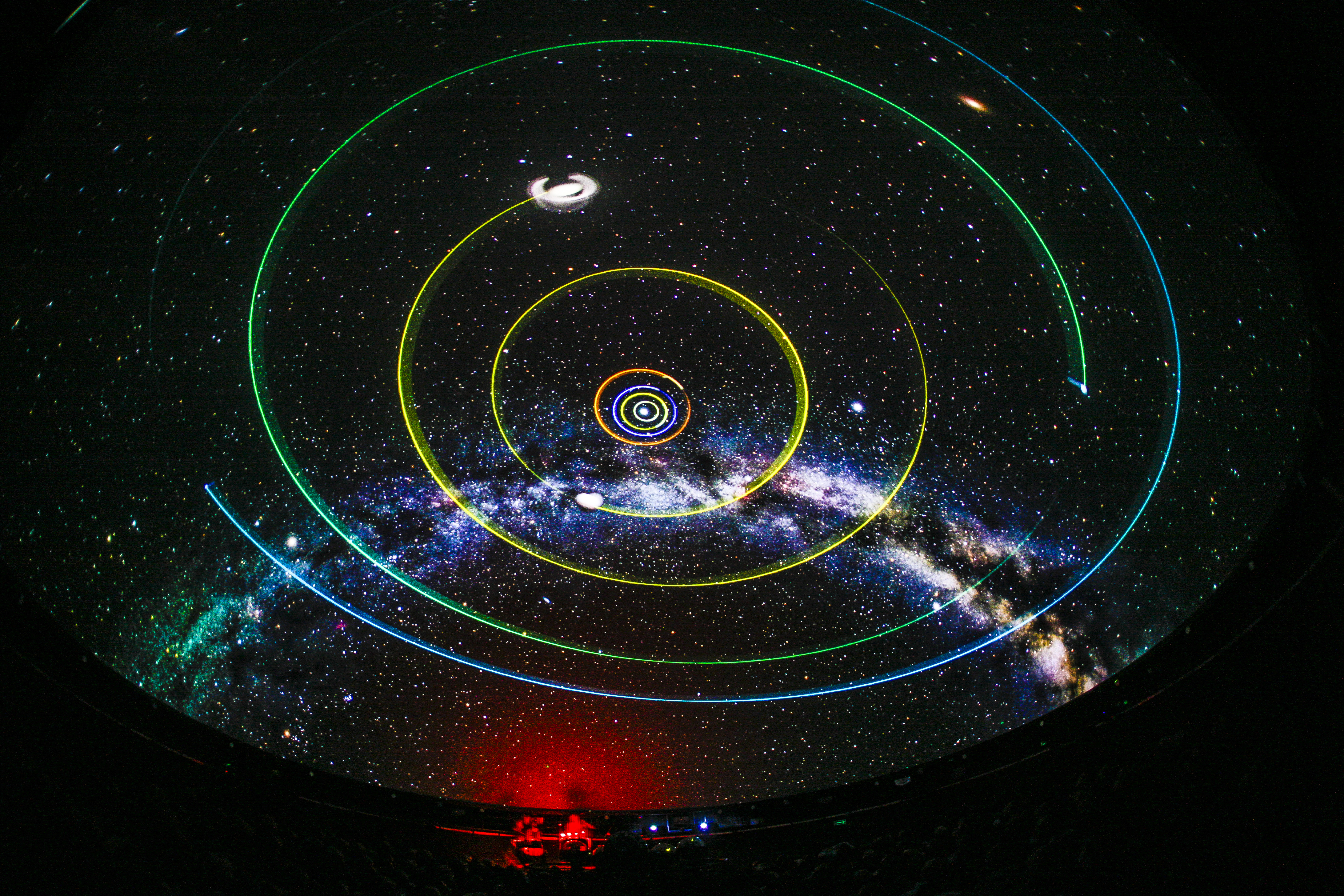
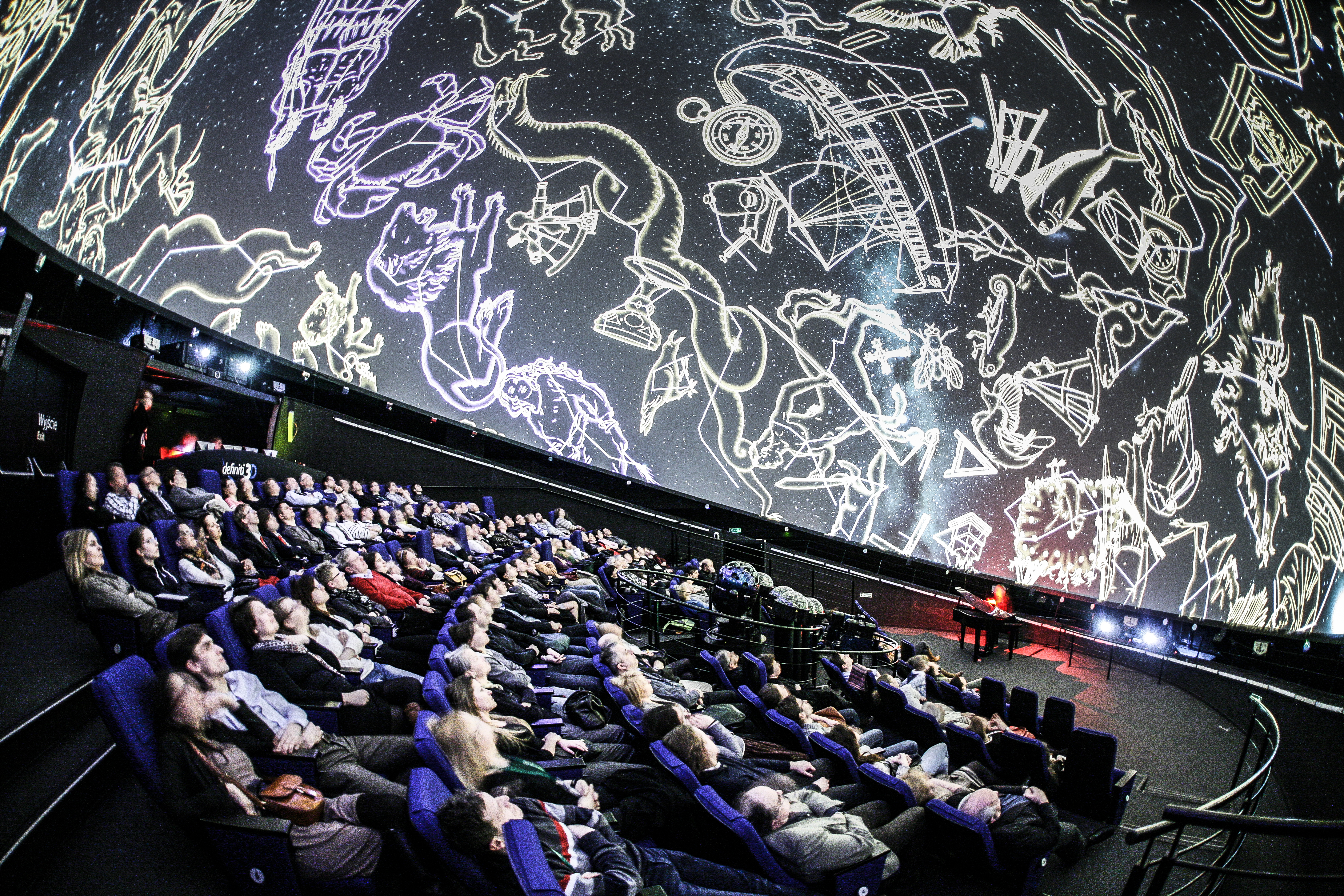
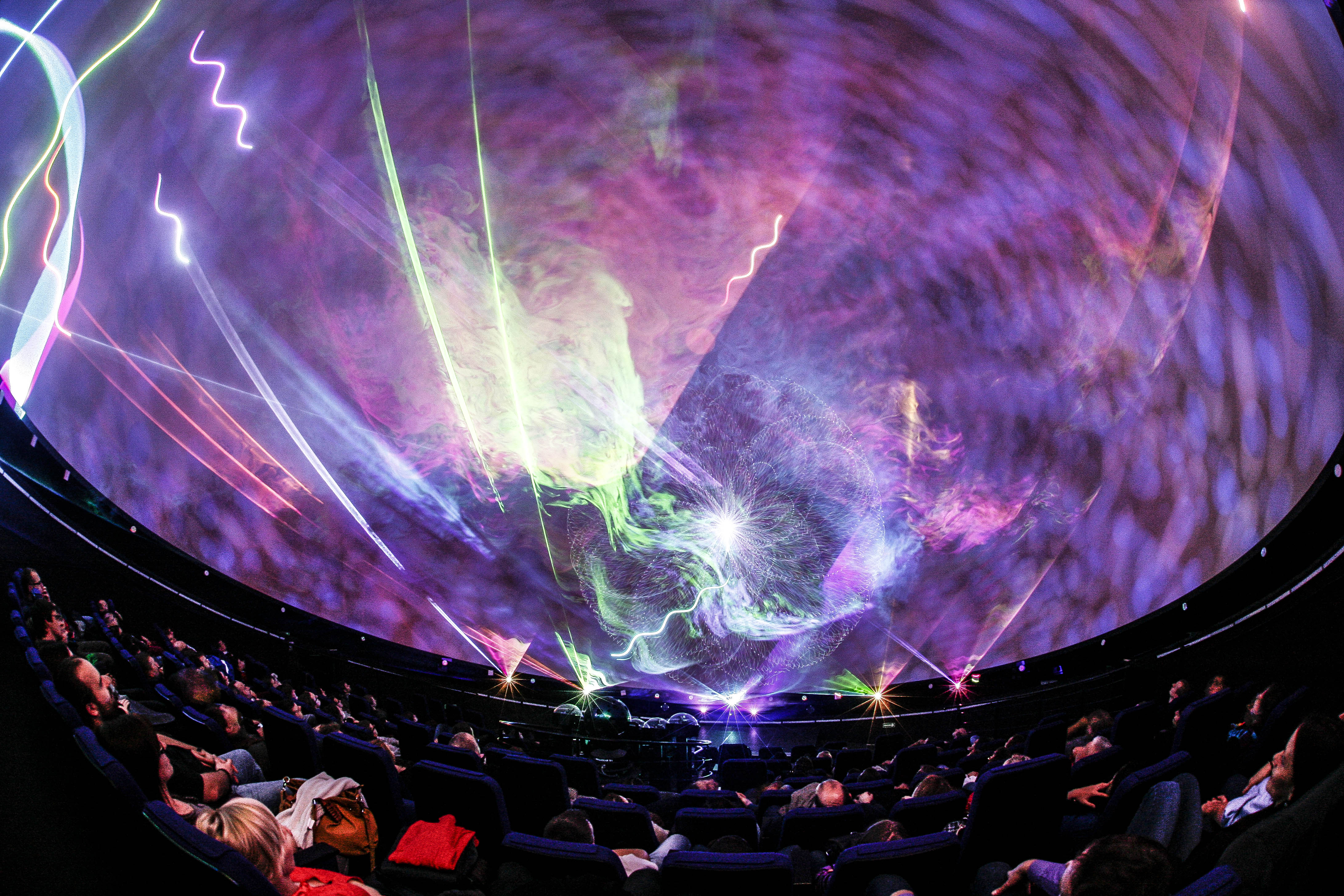